# Tortula bidentata
Tortula bidentata là một loài rêu trong họ Pottiaceae. Loài này được X.L. Bai mô tả khoa học đầu tiên năm 1997.